# Geraldine Haacke-Guillaume
Geraldine Haacke-Guillaume, bürgerlich Geraldine Haacke (* 26. Juli 1994 in Grünwald) ist eine deutsche Synchron- und Hörspielsprecherin. Wegen ihrer eher hohen, kindlichen Stimmlage übernahm sie größtenteils Kinderrollen. Sie lebt und arbeitet in München.

## Biographie
Haacke-Guillaume ist die Tochter des Schauspielers Michel Guillaume und der Unternehmerin Antonia Haacke sowie Nichte der Schauspielerin Julia Haacke. Bereits im Alter von neun Jahren begann sie sich als Synchronsprecherin zu betätigen.
2003/2004 wurde sie als deutsche Synchronstimme der Rolle der Nichte Darla in dem Disney-Pixar-Film Findet Nemo bekannt.

## Sprechrollen

### Filme
- 2003: Findet Nemo (Darla)
- 2003: Big Fish (Jenny (8 Jahre))
- 2006: Tränen der Erinnerung - Only Yesterday (Toko)
- 2008: Resident Evil: Degeneration (Rani Chawla)

### Hörspiele
- 2003: Findet Nemo als „Darla“ (Originalhörspiel zum Film)[1]